# Camino de ripio

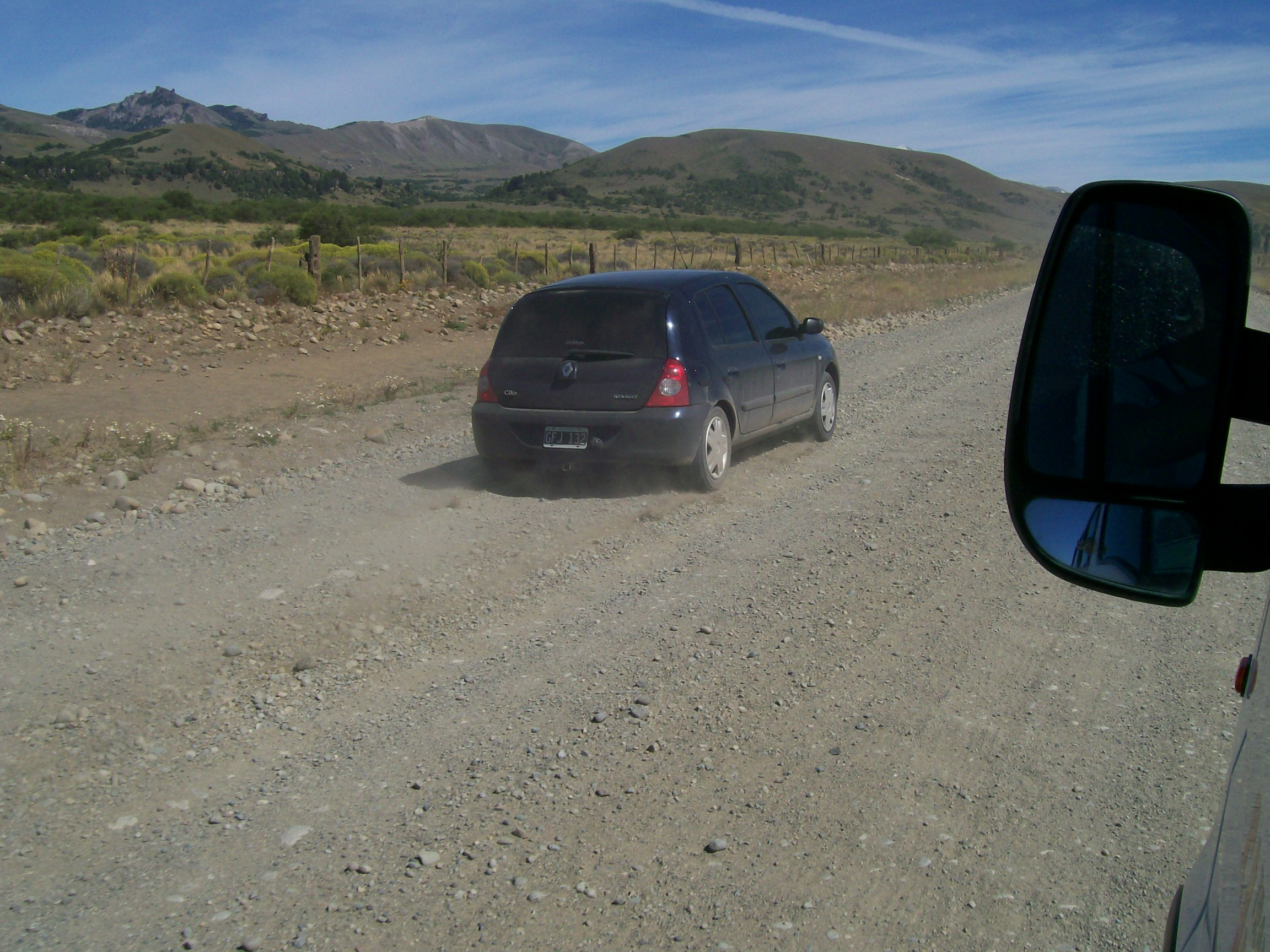
Camino de ripio.

Los caminos de ripio o enripiados son caminos consolidados con ripio (del latín replēre, rellenar), un relleno de cascajo, casquijo o grava utilizado para pavimentar. Al ser más permeables, los caminos de ripio dan una mayor transitabilidad que los de tierra, pero al igual que estos últimos, requieren mucho más mantenimiento que los asfaltados y levantan mucha polvareda. En los caminos de ripio, los vehículos tienen menor estabilidad y adherencia que en el asfalto.

## Precauciones
Existen recomendaciones especiales para conducir un automóvil en caminos de ripio. Entre otras cosas, se recomienda viajar a velocidad moderada, tratar de no sobrepasar a otros vehículos, e inflar los neumáticos más de lo necesario sobre asfalto, para que las piedras no rompan la banda de rodamiento.